# 西根インターチェンジ
西根インターチェンジ（にしねインターチェンジ）は、岩手県八幡平市大更にある、東北自動車道のインターチェンジ。
当ICより松尾八幡平、青森方面は、トンネルや急カーブ、急勾配の坂が連続するため、大鰐弘前ICまで、平常時最高速度が80km/hに制限される。
かつて日本道路公団仙台管理局西根管理事務所が併設されていたため（岩手県警察高速道路交通警察隊西根分駐隊は現在も所在）、交通量に比して料金所事務室の建物が大きなものとなっている。

## 道路
- E4 東北自動車道（44番）
- 接続する道路：国道282号（西根バイパス）[1]

## 料金所
- ブース数：4

### 入口
- ブース数：2
  - ETC専用：1
  - 一般：1

### 出口
- ブース数：2
  - ETC専用：1
  - 一般：1

## 周辺
- 岩手山・焼走り熔岩流
- シミックCMO西根
- 国道282号
  - 西根バイパス
  - 道の駅にしね
  - (株)ダイヤプレス
  - (株)ニュートン
- 岩手県運転免許試験場

## 隣
E4 東北自動車道
(43) 滝沢IC - (44) 西根IC - 岩手山SA - (45) 松尾八幡平IC